# La Bégude-de-Mazenc
La Bégude-de-Mazenc est une commune française située dans le département de la Drôme, en région Auvergne-Rhône-Alpes.
Ses habitants sont dénommés les Bégudiens (avant 1894 : Mazenquois).

## Géographie

### Localisation
La Bégude-de-Mazenc est située à environ 15 km de Montélimar. Entre vallée du Rhône et Provence, elle marque l'entrée du Pays de Dieulefit et de la Drôme Provençale.

### Géologie et relief
- Le nord et le centre de la commune sont ouverts et plans, sur les vallées du Vermenon et du Jabron. Seule la colline de Châteauneuf-de-Mazenc, au nord-est du village, domine la plaine, à une altitude de 354 m.
- Le sud est plus vallonné, avec la partie ouest des contreforts des « Rochers de la barre de fer », allant à 458 m d'altitude.

### Hydrographie
La commune est arrosée par le Jabron qui traverse le village, ainsi que par le Vermenon, et son affluent, le Bramefaim et sous-affluent, le « ruisseau du Mourgon », au nord de la commune.

### Climat
Pour des articles plus généraux, voir Climat d'Auvergne-Rhône-Alpes et Climat de la Drôme.
En 2010, le climat de la commune est de type climat méditerranéen altéré, selon une étude du CNRS s'appuyant sur une série de données couvrant la période 1971-2000. En 2020, Météo-France publie une typologie des climats de la France métropolitaine dans laquelle la commune est dans une zone de transition entre le climat de montagne et le climat méditerranéen et est dans la région climatique Provence, Languedoc-Roussillon, caractérisée par une pluviométrie faible en été, un très bon ensoleillement (2 600 h/an), un été chaud (21,5 °C), un air très sec en été, sec en toutes saisons, des vents forts (fréquence de 40 à 50 % de vents > 5 m/s) et peu de brouillards.
Pour la période 1971-2000, la température annuelle moyenne est de 12,9 °C, avec une amplitude thermique annuelle de 17,7 °C. Le cumul annuel moyen de précipitations est de 912 mm, avec 6,5 jours de précipitations en janvier et 4 jours en juillet. Pour la période 1991-2020, la température moyenne annuelle observée sur la station météorologique de Météo-France la plus proche, « Montboucher-S-Jabron », sur la commune de Montboucher-sur-Jabron à 10 km à vol d'oiseau, est de 13,6 °C et le cumul annuel moyen de précipitations est de 915,0 mm,. Pour l'avenir, les paramètres climatiques de la commune estimés pour 2050 selon différents scénarios d'émission de gaz à effet de serre sont consultables sur un site dédié publié par Météo-France en novembre 2022.

### Voies de communication et transports
Le village de La Bégude-de-Mazenc est accessible par la route départementale RD 540, entre La Bâtie-Rolland, à ouest, et Le Poët-Laval, à l'est. La RD 9, du nord au sud, relie Charols au nord et Aleyrac au sud.

## Urbanisme

### Typologie
Au 1er janvier 2024, La Bégude-de-Mazenc est catégorisée commune rurale à habitat dispersé, selon la nouvelle grille communale de densité à 7 niveaux définie par l'Insee en 2022.
Elle est située hors unité urbaine. Par ailleurs la commune fait partie de l'aire d'attraction de Montélimar, dont elle est une commune de la couronne,. Cette aire, qui regroupe 45 communes, est catégorisée dans les aires de 50 000 à moins de 200 000 habitants,.

### Occupation des sols
L'occupation des sols de la commune, telle qu'elle ressort de la base de données européenne d’occupation biophysique des sols Corine Land Cover (CLC), est marquée par l'importance des territoires agricoles (75,2 % en 2018), en diminution par rapport à 1990 (77 %). La répartition détaillée en 2018 est la suivante :
terres arables (54 %), forêts (21,1 %), zones agricoles hétérogènes (16,1 %), prairies (5,2 %), zones urbanisées (3,7 %). L'évolution de l’occupation des sols de la commune et de ses infrastructures peut être observée sur les différentes représentations cartographiques du territoire : la carte de Cassini (XVIIIe siècle), la carte d'état-major (1820-1866) et les cartes ou photos aériennes de l'IGN pour la période actuelle (1950 à aujourd'hui).

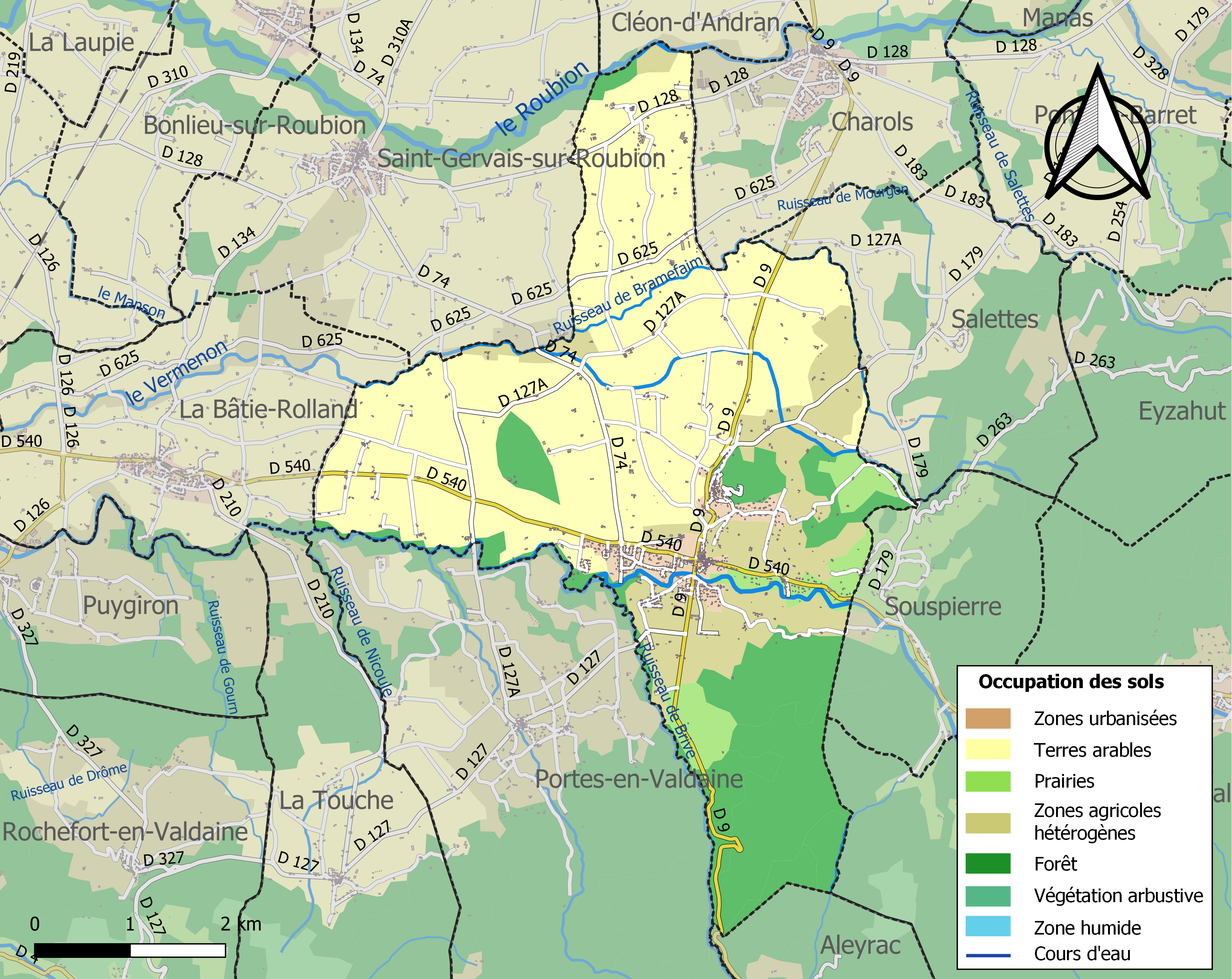
Carte des infrastructures et de l'occupation des sols de la commune en 2018 (CLC).

### Morphologie urbaine

#### Hameaux et lieux-dits
En plus du village principal, la commune comporte plusieurs hameaux : Châteauneuf-de-Mazenc, le Barbier, le Sage, les Mourettes, Boulagne.

## Toponymie

### Attestations
Dictionnaire topographique du département de la Drôme :
- 1528 : Las Bégurs (archives de la Drôme, E 2159) ;
- 1566 : Les Begudes (archives de la Drôme, E 5308) ;
- 1891 : La Bégude. Elle n'est encore qu'un village de la commune de Châteauneuf-de-Mazenc.

En 1894, la commune change de chef-lieu : Châteauneuf-de-Mazenc est délaissé au profit de La Bégude qui change de nom et devient La Bégude-de-Mazenc. Elle donne son nouveau nom à la commune[réf. nécessaire].

### Étymologie
- Bégude est issu de l'occitan Beguda (participe passé substantivé de beure « boire »)[15] selon la graphie classique, ou Begudo selon la graphie mistralienne[16], et signifie L'endroit où on boit, la buvette, généralement avant un effort comme une côte à gravir[17].
- Mazenc vient de l'ancien nom de la commune, Châteauneuf-de-Mazenc.

## Histoire
Pour un article plus général, voir Histoire de la Drôme.

### Antiquité: les Gallo-romains
On peut noter des indices de présence gallo-romaine.

### Du Moyen Âge à la Révolution
Ancienne place forte des Templiers qui fut ruinée en 1320.
Le village, qui s'appelait alors simplement La Bégude, servait d'arrêt aux diligences. Son nom signifie « endroit où l'on boit ».

### De la Révolution à nos jours
En 1894, la commune change de chef-lieu : Châteauneuf-de-Mazenc est délaissé au profit de La Bégude. Cette dernière change de nom et devient La Bégude-de-Mazenc. Elle donne son nouveau nom à la commune.

## Politique et administration

### Liste des maires
| Période                                  | Période    | Identité          | Étiquette | Qualité                                                  |
| ---------------------------------------- | ---------- | ----------------- | --------- | -------------------------------------------------------- |
| Les données manquantes sont à compléter. |            |                   |           |                                                          |
|                                          |            | comte d’Albignac  |           | Propriétaire foncier, Légitimiste, rallié à Napoléon III |
| Les données manquantes sont à compléter. |            |                   |           |                                                          |
| avant 1890                               | mai 1892   | Joseph Constantin |           |                                                          |
| mai 1892                                 | mai 1911   | Frédéric Paradis  |           | Garde champêtre, doyen des maires de France              |
| mai 1911                                 | après 1922 | Emile Favrier     |           |                                                          |
| Les données manquantes sont à compléter. |            |                   |           |                                                          |
| 1935                                     | 1944       | Henri Goubert     |           |                                                          |
| 1944                                     | 1953       | Albert Pons       |           |                                                          |
| 1953                                     | 1971       | André Chautard    |           |                                                          |
| 1971                                     | 1988       | Jacques Portal    |           |                                                          |
| 1988                                     | 1989       | Monique Lallemand |           |                                                          |
| 1989                                     | 2001       | André Chabaud     |           |                                                          |
| mars 2001                                | mars 2008  | Jackie Peysson    |           |                                                          |
| mars 2008                                | En cours   | Marc-André Barbe  |           | Administrateur de sociétés                               |

### Politique environnementale
Afin de prévenir le risque d'incendie, le débroussaillement des terrains est obligatoire chaque année avant le 15 mai.
Le débroussaillement et le maintien en état débroussaillé sont obligatoires sur les zones situées à moins de 200 mètres de terrain en nature de bois, forêts, plantations reboisements... Il y a obligation de débroussailler dans un rayon de 50 mètres autour de toute construction (même si ce rayon va au-delà des limités de sa propriété) ainsi que dans une bande de 10 mètres de part et d'autre de toute voie d'accès à une construction.

## Population et société

### Démographie
L'évolution du nombre d'habitants est connue à travers les recensements de la population effectués dans la commune depuis 1793. Pour les communes de moins de 10 000 habitants, une enquête de recensement portant sur toute la population est réalisée tous les cinq ans, les populations de référence des années intermédiaires étant quant à elles estimées par interpolation ou extrapolation. Pour la commune, le premier recensement exhaustif entrant dans le cadre du nouveau dispositif a été réalisé en 2007.

En 2022, la commune comptait 1 739 habitants, en évolution de +4,13 % par rapport à 2016 (Drôme : +2,64 %, France hors Mayotte : +2,11 %).
| 1793  | 1800  | 1806  | 1821  | 1831  | 1836  | 1841  | 1846  | 1851  |
| ----- | ----- | ----- | ----- | ----- | ----- | ----- | ----- | ----- |
| 1 357 | 1 260 | 1 367 | 1 537 | 1 698 | 1 715 | 1 796 | 1 929 | 1 931 |

| 1856  | 1861  | 1866  | 1872  | 1876  | 1881  | 1886  | 1891  | 1896  |
| ----- | ----- | ----- | ----- | ----- | ----- | ----- | ----- | ----- |
| 1 930 | 1 956 | 1 883 | 1 900 | 1 860 | 1 692 | 1 597 | 1 545 | 1 538 |

| 1901  | 1906  | 1911  | 1921  | 1926  | 1931  | 1936  | 1946  | 1954  |
| ----- | ----- | ----- | ----- | ----- | ----- | ----- | ----- | ----- |
| 1 517 | 1 524 | 1 348 | 1 230 | 1 121 | 1 119 | 1 120 | 1 040 | 1 001 |

| 1962  | 1968 | 1975 | 1982  | 1990  | 1999  | 2006  | 2007  | 2012  |
| ----- | ---- | ---- | ----- | ----- | ----- | ----- | ----- | ----- |
| 1 029 | 980  | 904  | 1 021 | 1 053 | 1 205 | 1 395 | 1 421 | 1 589 |

| 2017  | 2022  | - | - | - | - | - | - | - |
| ----- | ----- | - | - | - | - | - | - | - |
| 1 656 | 1 739 | - | - | - | - | - | - | - |

### Services publics
- Bureau de Poste[27].

### Enseignement
La Bégude-de-Mazenc dépend de l'académie de Grenoble. Les élèves débutent leur scolarité à l'école primaire communale Frédéric Paradis. Les collégiens vont au collège Olivier de Serres de Cléon-d'Andran.
À partir de l'année 2014-2015, la majorité des élèves vont au collège Ernest Chalamel à Dieulefit (sauf sous dérogation, ou si l'élève réside au Nord de la commune, au Nord de la D625).
Un service de ramassage scolaire est mis en place pour les écoliers, les collégiens et les lycéens. La ligne no 35 reliant Montélimar à Valréas, via Dieulefit dessert quotidiennement la commune ainsi que les principaux établissements de Montélimar où la plupart des élèves bégudiens vont après le collège, tels que le Lycée Alain Borne, le Lycée des Catalins, la Cité Scolaire Chabrillant...

### Manifestations culturelles et festivités
- Fête communale : premier dimanche et lundi d'août[18].

#### Loisirs
- Centre de pêche[18].
- Club de cyclo-randonneurs[18].
- Brocante et antiquités[18].

### Médias
Le territoire de la commune se situe dans l'aire de diffusion de plusieurs médias :

#### Presse écrite
- Le Dauphiné libéré, quotidien régional qui consacre, chaque jour, y compris le dimanche, dans son édition de « Romans et Drôme des collines » un ou plusieurs articles à l'actualité du canton et de la commune, ainsi que des informations sur les éventuelles manifestations locales, les travaux routiers, et autres événements divers à caractère local.
- L'Agriculture Drômoise, journal d'informations agricoles et rurales qui couvre l'ensemble du département de la Drôme.
- Drôme Hebdo (ancien Peuple Libre), hebdomadaire chrétien d'informations.

#### Presse audio-visuelle
- Ici Drôme Ardèche est une radio publique diffusée sur son territoire.

### Cultes
- La paroisse catholique de La Bégude de Mazenc dépend du diocèse de Valence, doyenné de Cléon-d'Andran[32].
- La paroisse protestante de l'Église réformée de France dépend de Dieulefit. Elle dispose d'un temple, dans le village où un culte mensuel est célébré[33].

## Économie
En 1992 : céréales, ovins, porcins, pisciculture / Marché : les premier et troisième lundis du mois.

### Commerce
- Deux boulangeries[réf. nécessaire].
- Deux boucheries[réf. nécessaire].
- Deux vendeurs de légumes[réf. nécessaire].
- Une épicerie[34].
- Un magasin U a été construit fin 2014[réf. nécessaire].
- Coiffeurs[réf. nécessaire].
- Salons de beauté[réf. nécessaire].
- Fleuriste[35].

### Tourisme
- Rives du Jabron[18].
- Station climatique[18].

## Culture locale et patrimoine

### Lieux et monuments
- Église Saint-Pierre (XIIe, remaniée aux XVe et XVIIe siècles)[18].

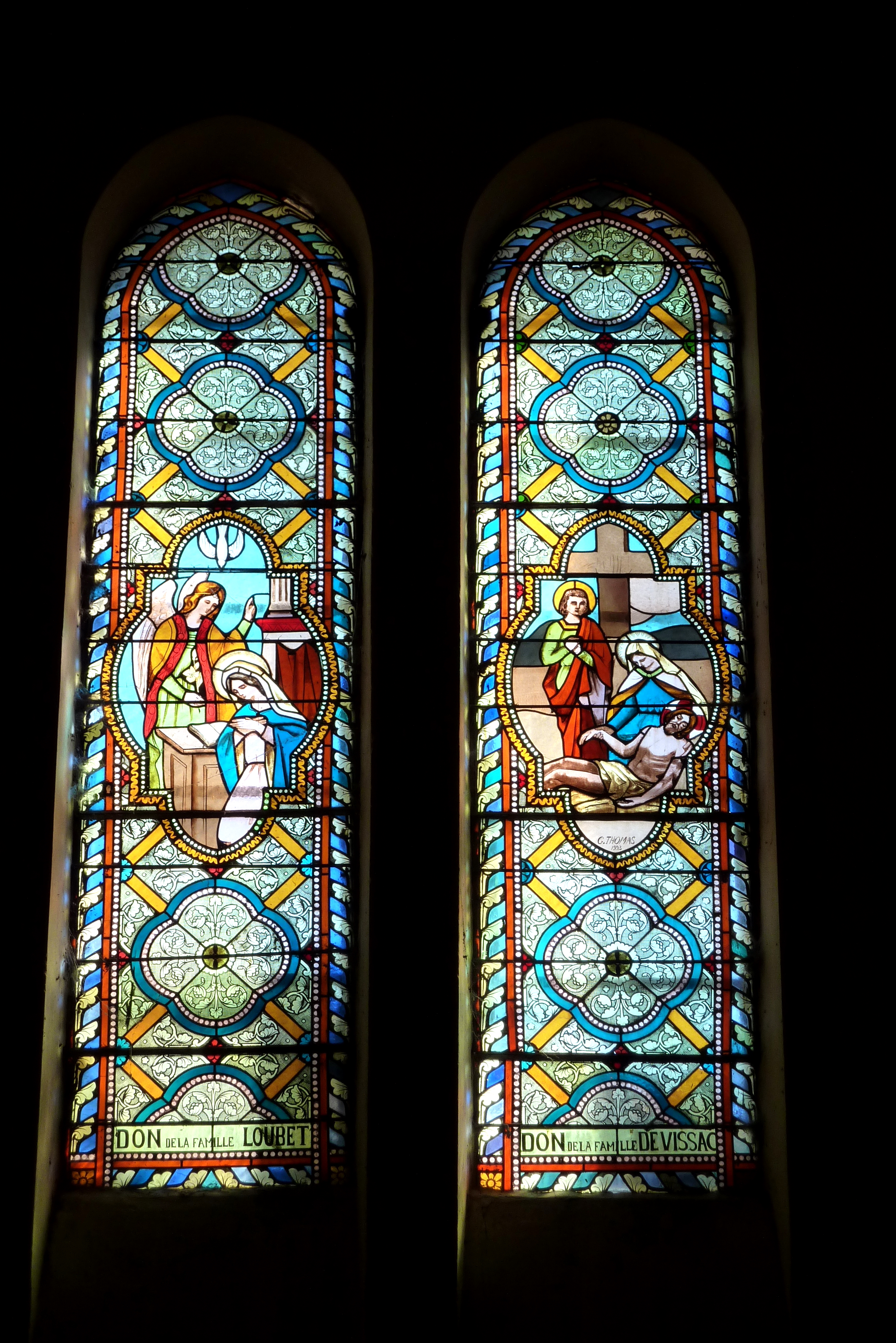
Église Saint-Sébastien de La Bégude-de-Mazenc.

- Château Loubet, maison forte médiévale du Mas reconstruite au XVIIe siècle (ou XVIIIe siècle[18]), résidence du président de la République Émile Loubet en 1905[réf. nécessaire].
- Chapelle Notre-Dame[18] du Mont Carmel (XIIe siècle)[réf. nécessaire].
- Temple protestant (rue Aristide-Briand) édifié en 1861. C'est un édifice rectangulaire simple avec clocher ajouré, en façade[réf. nécessaire].

Châteauneuf-de-Mazenc
- Village médiéval surélevé[18].
- Restes d'enceinte médiévale avec porte et beffroi du village restauré au XXe siècle.
- Vestiges du château fort médiéval détruit à la fin des guerres de religion[réf. nécessaire].
- Église fortifiée[18].

### Patrimoine culturel
- Foyer international d'études française[18].
- Centre culturel communal du château Loubet[18].
- Exposition des métiers d'art (sculpture, tissage)[18].

### Personnalités liées à la commune
- Émile Loubet, né le 30 décembre 1838 à Marsanne (Drôme), mort le 20 décembre 1929 (à 90 ans) à Montélimar (Drôme), est un homme d'État français, président de la République française (18 février 1899 - 18 février 1906) sous la Troisième République. Il donnera à la commune un château (sa résidence secondaire) avec un grand parc et un lac, ainsi qu'une fontaine au centre du village. Il a laissé son nom au château, au parc, à la fontaine et à la place du marché « place Émile-Loubet »[réf. nécessaire].

### Héraldique, logotype et devise
|  | La Bégude-de-Mazenc possède des armoiries dont l'origine et le blasonnement exact ne sont pas disponibles. |